# 1975 în film
- 1974 în cinematografie — 1975 în cinematografie — 1976 în cinematografie

## Premiere românești
- Actorul și sălbaticii, regia Manole Marcus
- Alarmă în Deltă, regia Gheorghe Naghi
- Alexandra și infernul, regia Iulian Mihu
- Avertismentul regia Andrei Blaier
- Cadavrul viu, regia Cornel Popa
- Cercul magic, regia David Reu
- Comedie de modă veche, regia Mihai Berechet
- Comedie fantastică, regia Ion Popescu-Gopo
- Cursa, regia Mircea Daneliuc
- Despre București, regia Andrei Blaier
- Elixirul tinereții, regia Gheorghe Naghi
- Evadarea, regia Ștefan Traian Roman
- Filip cel bun, regia Dan Pița
- Hyperion, regia Mircea Veroiu
- Ilustrate cu flori de câmp, regia Andrei Blaier
- Insula comorilor, regia Sergiu Nicolaescu, Gilles Grangier
- Manevra, regia Andrei Blaier
- Mastodontul, regia Virgil Calotescu
- Mușchetarul român, regia Gheorghe Vitanidis
- Nu filmăm să ne-amuzăm, regia Iulian Mihu
- Orașul văzut de sus, regia Lucian Bratu
- Patima regia George Cornea
- Pe aici nu se trece, regia Doru Năstase
- Pirații din Pacific, regia Sergiu Nicolaescu, Gilles Grangier
- Școala regia Andrei Blaier
- Ștefan cel Mare - Vaslui 1475, regia Mircea Drăgan
- Tată de duminică, regia Mihai Constantinescu
- Toamna bobocilor, regia Mircea Moldovan
- Transfăgărașanul documentar de Cornel Diaconu
- Unu, doi, trei..., regia Ion Popescu-Gopo
- Zidul, regia Constantin Vaeni
- Zile fierbinți, regia Sergiu Nicolaescu

## Filmele cu cele mai mari încasări
| #  | Titlu                           | Studio                  | Încasări     |
| -- | ------------------------------- | ----------------------- | ------------ |
| 1  | Fălci                           | Universal Pictures      | $260,000,000 |
| 2  | The Rocky Horror Picture Show   | 20th Century Fox        | $112,892,319 |
| 3  | Zbor deasupra unui cuib de cuci | United Artists          | $108,981,275 |
| 4  | După-amiază de câine            | Warner Bros.            | $50,000,000  |
| 5  | Shampoo                         | Columbia Pictures       | $49,407,734  |
| 6  | The Return of the Pink Panther  | United Artists          | $41,833,347  |
| 7  | Funny Lady                      | Columbia Pictures       | $39,000,000  |
| 8  | The Apple Dumpling Gang         | Walt Disney Productions | $36,853,000  |
| 9  | Aloha, Bobby and Rose           | Columbia Pictures       | $35,000,000  |
| 10 | The Other Side of the Mountain  | Universal Pictures      | $34,673,100  |

## Premii

### Oscar
- Cel mai bun film:  The Sunshine Boys, Zbor deasupra unui cuib de cuci
- Cel mai bun regizor:  Miloš Forman
- Cel mai bun actor:
- Cea mai bună actriță:
- Cel mai bun film străin:

Articol detaliat: Oscar 1975

### BAFTA
- Cel mai bun film: Zbor deasupra unui cuib de cuci
- Cel mai bun actor:
- Cea mai bună actriță:
- Cel mai bun film străin: